# Operationsplan

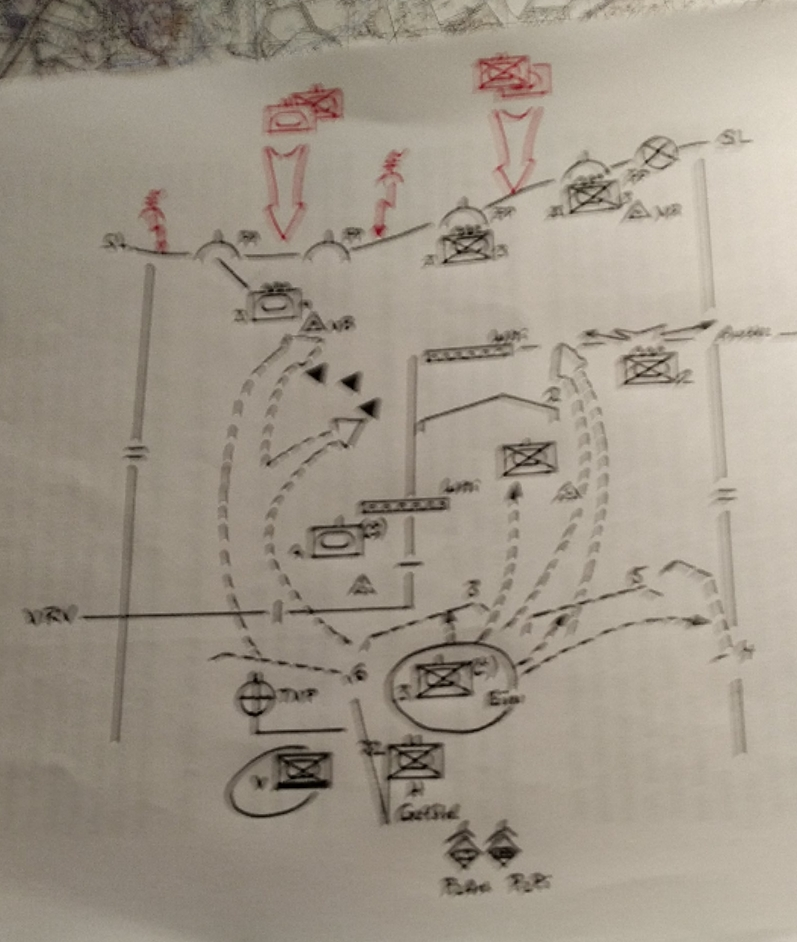
Operationsplan eines PzGrenBtl

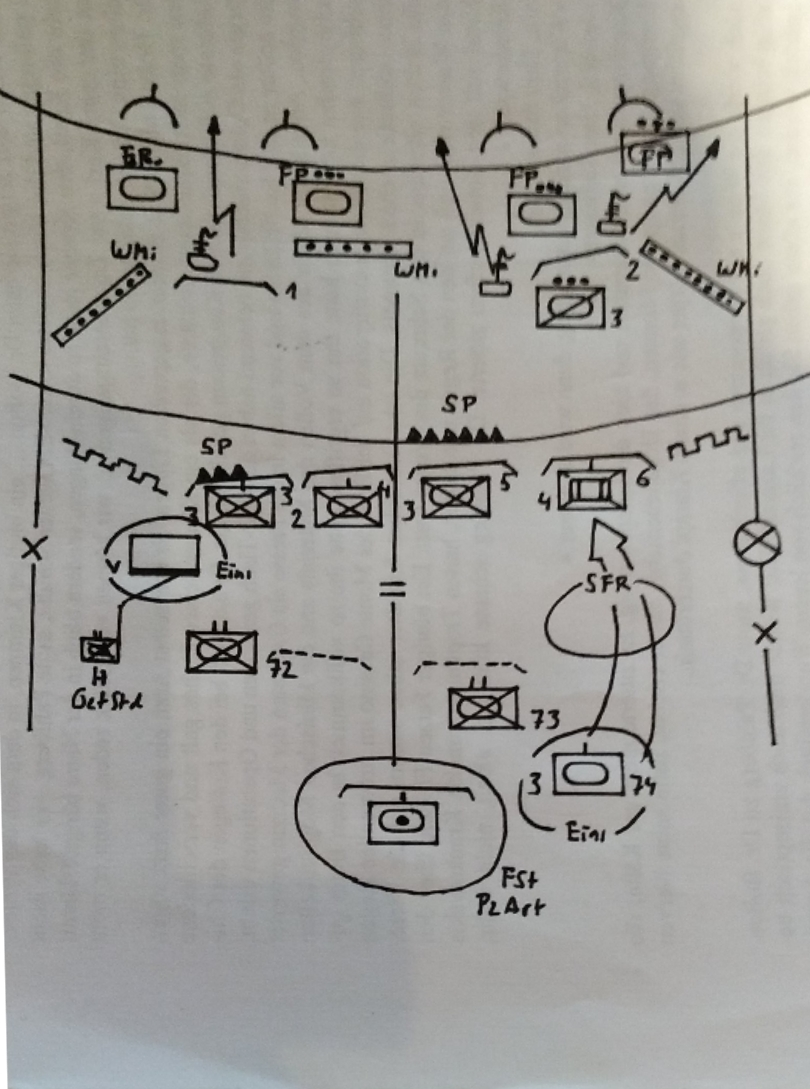
Operationsplan einer PzGrenBrig in der Verteidigung. FP: Feldposten; WMi: Wurfminensperre, SP: Schwerpunkt; GefStd: Gefechtsstand; SFR: sperrfreier Raum; FSt PzArt: Feuerstellung Panzerartillerie

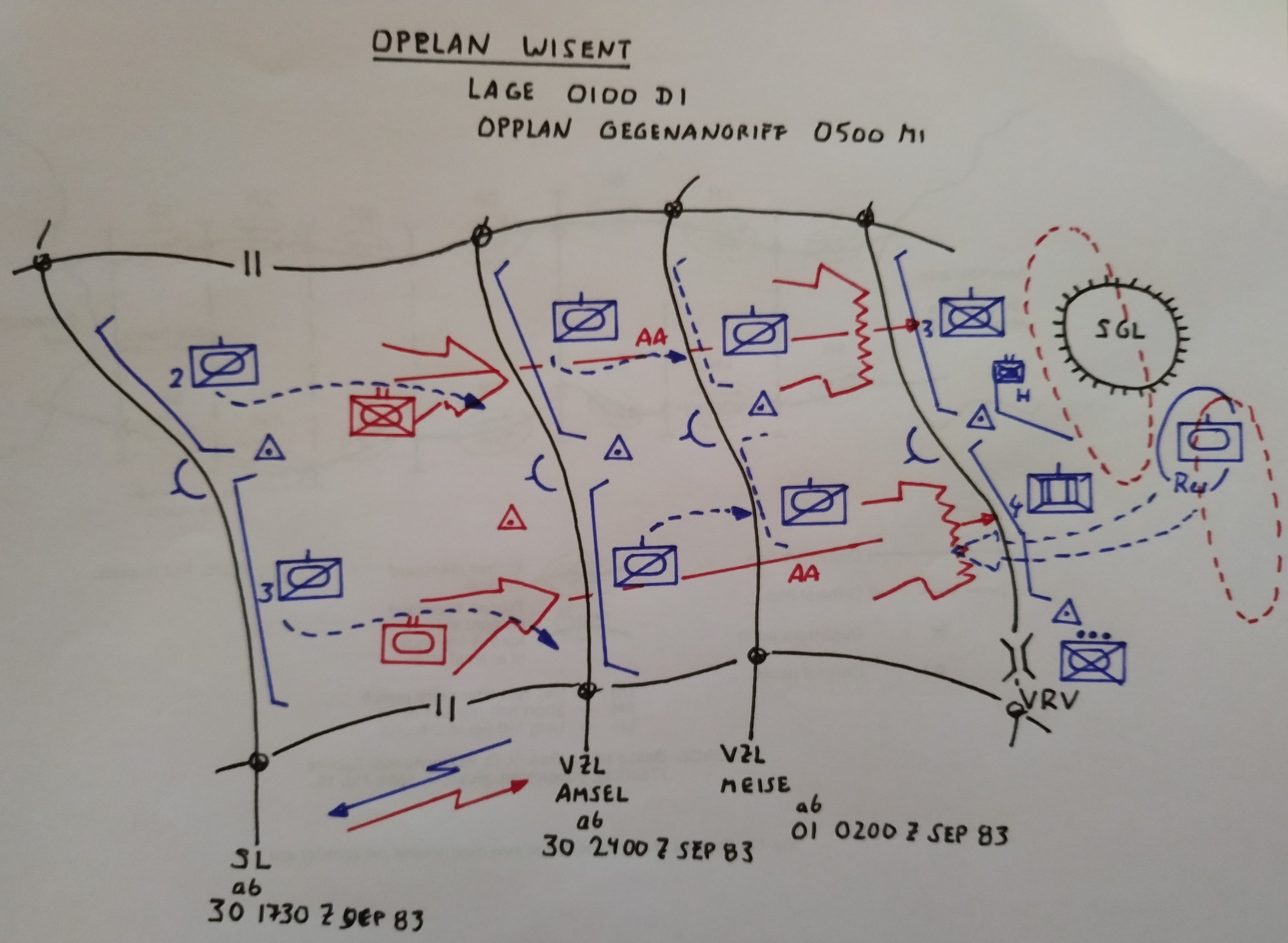
Exemplarischer Operationsplan Verzögerungsgefecht und Gegenangriff

Ein Operationsplan (OPLAN) ist ein Plan für die Durchführung einer militärischen Operation.

## Inhalt
Er setzt eine Beurteilung der Lage und einen Entschluss der Führung voraus und legt fest, wie die verfügbaren Kräfte gegliedert werden und welche Aufträge sie erhalten. Hinzu kommt eine Raumordnung in grafischer Form unter Definition von Führungslinien und Grenzen.
Ein Operationsplan gliedert sich in Phasen, wobei in der Anfangsphase, (Anfangsoperation) Vorauskräfte Schlüsselgelände vorab besetzen oder gegen angreifenden Feind unter Aufgabe von Raum Zeit zu gewinnen suchen und die Hauptkräfte aufmarschieren. In der Folgeoperation wird dann gegen die Kräfte des Feindes, seine Reserven eingeschlossen, die Entscheidung gesucht.
Die Operationsplanung erfolgt häufig nach dem Muster „Lenken – Stellen – Schlagen“, d. h. der verantwortliche Truppenführer legt fest, wo und wie er die Entscheidung gegen den Feind erzwingen will. Er bezieht dabei die Absichten, Ziele und Möglichkeiten des Feindes in seine Lagebeurteilung ein. Die Gefechtsarten für die Gesamtkräfte oder Teilkräfte werden nach Operationsphasen durch die übergeordnete Führung festgelegt.
Kennzeichnend für erfolgreiche Operationen ist, dass sie zwar auf einem Operationsplan basieren, jedoch nur solange an ihm festgehalten wird, wie dies die tatsächliche Entwicklung der Lage rechtfertigt. Somit kommt der Kommunikation zwischen dem Truppenführer und den Einsatzkräften entscheidende Bedeutung zu, da nur so die jeweilige Entwicklung der Operationen sachgerecht beurteilt werden kann.
Taktische Führung ist durch die Umsetzung von Operationsplänen und Operationsbefehlen gewährleistet. Der Operationsplan wird an die ständige Lageentwicklung und der jeweiligen Beurteilung der Lage (BdL) dynamisch angepasst. Der Operationsplan beruht auf dem Entschluss sowie dem Zusammenwirken der zur Verfügung stehenden Kräfte und Mittel in einer räumlichen und zeitlichen Ordnung.
Der Operationsplan wird an einer Lagekarte mit Hilfe von taktischen Symbolen graphisch dargestellt. Zur Erstellung von Operationsplänen sind gewisse Zeitfenster notwendig.
Es gelten folgende Faustformeln: für ein Korps bis zu 96 Stunden, Division bis 72, Brigade bis 48 und ein Bataillon innerhalb von 2 bis 24 Stunden.

## Geschichte
Größere Operationspläne wurden ursprünglich als Schlacht- oder Kriegspläne bezeichnet. Bekannt geworden sind zum Beispiel der Plan XVII des französischen Heeres aus dem Jahr 1913 oder der deutsche Schlieffen-Plan aus dem Ersten Weltkrieg oder die farbcodierten Kriegspläne der Vereinigten Staaten. Operationspläne tragen häufig Tarnbezeichnungen wie Operation Overlord, Operation Rolling Thunder, Operation Red Dawn (Irakkrieg), Operation Urgent Fury (US-Invasion in Grenada), Operation Desert Storm, Unternehmen oder Weisung Barbarossa, Unternehmen Taifun, Operation Masher/White Wing, Operation Prairie, Operation Cedar Falls und viele andere mehr.
Im US-amerikanischen Militärwesen sind moderne Operationspläne meist komplexe verbundene militärische Operationen, die ein Zusammenwirken von Heer und Luftwaffe, sowie teilweise auch Marine erfordern.
US-Operationspläne, die zumindest teilweise publiziert und der Öffentlichkeit zugänglich sind, sind zum Beispiel der OPLAN 5027 (Korea), OPLAN 5029, OPLAN 8044, OPLAN 8010 oder der OPLAN 1003-98. Die meisten Operationspläne unterliegen jedoch der höchsten militärischen Geheimhaltungsstufe und werden unter Verschluss gehalten. Eine besondere Bedeutung hatte der Single Integrated Operational Plan (SIOP) für einen geplanten Atomkrieg zwischen den beiden Supermächten in der Zeit von 1961 bis 2003.
Es wird zwischen OPLAN und OPORD (Operational Order) - Operationsbefehl unterschieden.
Sowohl die NATO als auch der Warschauer Pakt hatten für verschiedene Kriegsszenarien im Laufe des Kalten Krieges unterschiedliche Operationspläne ausgearbeitet, die jeweils von einem Angriff der anderen Seite ausgingen. Diese Operationspläne wurden gemäß der militärischen Doktrin, der jeweiligen Bedrohungslage und der Weiterentwicklung der Waffensysteme kontinuierlich modifiziert und den neuen Gegebenheiten angepasst. Der General Defense Plan ist der Operationsplan eines NATO-Heereskorps für die Operationsart Verteidigung.

## Aufbau Operationsplan
Operationspläne regeln unter anderem folgende Aspekte:
- Anmarsch eigener Kräfte vom Verfügungsraum in die befohlenen Stellungsräume
- Raumordnung: Truppeneinteilung, Gefechtsgliederung und Führungslinien
- Verantwortungsbereich des eigenen Verbandes (Gefechtsstreifen), sowie linker und rechter Nachbar
- Operationsart Angriff
  - Zeitpunkt des Angriffs: Annäherung, Einbruch und Kampf durch die Tiefe
  - Angriffsziele (Haupt- und Zwischenziele)
- Operationsart Verteidigung
- Operationsart Verzögerung
- Führung des Feuerkampfes
- Bennen von Schwerpunkt und Schlüsselgelände
- Zusammenwirken aller Kräfte von Kampf- und Kampfunterstützungstruppen
- Beabsichtigte Verwendung der operativen Reserven etc.

## Beispiel Operationsplan PzGrenBtl (Bundeswehr)

### Eigene Lage PzGrenBtl
Auftrag: PzGrenBtl 72 hat im Rahmen der übergeordneten Führung der PzGrenBrig 7 den Verteidigungsraum DAHLENBURG zugewiesen bekommen, um entlang des Vorderen Randes der Verteidigung (VRV) bis 03 1230 Z OCT 83 das Verteidigungsgefecht gegen einen aus ostwärtiger Richtung angreifenden Gegner zu führen.
Linker Nachbar: Heimatschutzbrigade 96
Rechte Grenze: Panzerbrigade 41

### Feindlage
2. Gardepanzerarmee greift nach vorangegangener Gefechtsaufklärung vermutlich in der 1. Staffel mit zwei verstärkten selbstständigen Panzerregimentern durch die Enge BROCKEBURG in Richtung LÜNESTEDT an. Der Angriff auf TARNSTADT ist vermutlich nur ein Täuschungsangriff. Feind greift mit starken Panzerkräften, Frontfliegern sowie intensiver Feuervorbereitung durch Rohr- und Raketenartillerie an.

### Entschluss Kommandeur PzGrenBrig
Phase 1: PzGrenBtl 72 verteidigt ab 02 0030 Z OCT 83 Verteidigungsraum DAHLENBURG mit zwei Kompanien nebeneinander. Schwerpunkt (SP) unter Überwachung des Waldgebietes GÖHRDE wird rechts im panzergünstigen Gelände bei HIMBERGEN erwartet. Hier werden verstärkt panzerbrechende Waffen (PALR) in Stellung gebracht. Im Raum ALTENMEDINGEN wird starke Reserve bereitgehalten.
Phase 2: PzGrenBtl 72 bricht sofort zeitlich begrenzte Verteidigung im Zuge VZL MEISE ab, schützt rechte Flanke mit Bataillonsreserve und geht, rechts beginnend, kämpfend langsam zurück, um den Zusammenhang mit der Operationsführung mit dem rechten Nachbarn sicherzustellen.
Phase 3: PzBtl 74 greift unverzüglich unter frontaler Bindung Feind mit zwei PzKp - hier Schwerpunkt - über ostwärts ELLERBECK - Brücke - SOHNDORF in der Flanke des Feindes an und vernichtet ihn, um somit günstige Voraussetzungen für das anschließende Verzögerungsgefecht zu schaffen.
Phase 4: Beginn des Verzögerungsgefecht durch PzBtl 71 zwischen Bundesstraße 15 und SEITENKANAL (VZL MEISE bis VZL AMSEL). Ziel ist es, das Vorgehen des Feindes zu verlangsamen, seine Absicht und seinen Schwerpunkt festzustellen, seine Kräfte abzunutzen und Voraussetzungen für weitere Operationen zu schaffen.

### Operationsplan PzGrenBtl
Operationsbefehl PzGrenBrig 7 als übergeordnete Führung an einzelne Bataillone innerhalb der Grenzen ihres Gefechtsstreifens. Es erfolgt ein Abgleich des Operationsplanes mit der aktuellen Lageentwicklung, daraus wird neue Entscheidungsfindung abgeleitet.
- Einzelbefehle an PzGrenBtl 72, PzBtl 74 und PzBtl 71, sowie unterstellten Kampfunterstützungstruppen
  - handelnder Truppenführer: Kommandeur PzGrenBtl 72
  - Tätigkeit der Truppe und Operationsart: verteidigt mit 3./- und 4./- weiter aus derzeitiger Stellung
  - Kräfteansatz, Schwerpunkt und Durchführung
  - Zeit der Durchführung: bis 02 0030 OCT 86
  - Raum, Richtung und örtliches Ziel
  - Zweck des Handelns
- Feuerplan der Artillerie
- Sperrplan der Panzerpioniere